# Passiflora pavonis
Passiflora pavonis är en passionsblomsväxtart som beskrevs av Maxwell Tylden Masters. Passiflora pavonis ingår i släktet passionsblommor, och familjen passionsblomsväxter. Inga underarter finns listade i Catalogue of Life.